# Louis Sainsaulieu
Louis Sainsaulieu, né le 5 octobre 1901 à Reims et mort à Boulogne-Billancourt le 7 janvier 1972, est un architecte français.

## Biographie
Louis Sainsaulieu est le fils de l'architecte Max Sainsaulieu et d'Élise Gosset. Il se forme auprès de son père et de Gabriel Héraud, dont il intègre l'atelier. Il est ensuite diplômé de l'École nationale supérieure des beaux-arts.
Il exerce comme architecte à Reims où il oriente l'œuvre de son père vers le style Art Déco dans la conception de la Bibliothèque Carnegie. Il exerce ensuite à Paris. Il se spécialise dans les constructions universitaires et religieuses, et les sanatoriums.
Il est nommé architecte en chef des bâtiments civils et palais nationaux ainsi qu'architecte de l'enseignement technique en 1942.
Il est nommé le 9 août 1958 coordinateur du projet des facultés de lettres et de droit (1965-1967), de cité universitaire et d’École nationale d’ingénieurs et l’École d’enseignement technique pour le campus Talence-Pessac-Gradignan près de Bordeaux. Il supervise le développement du campus jusque dans les années 1970. Il signe le plan général des 250 hectares du campus et une partie de ses bâtiments.
Il applique pour cette opération les principes du Mouvement moderne. Ses réalisations s'éloignent des idées rationalistes pour adopter un style puriste.
En reconnaissance de son œuvre d'architecte, il est fait chevalier puis officier de la Légion d'honneur.

## Constructions

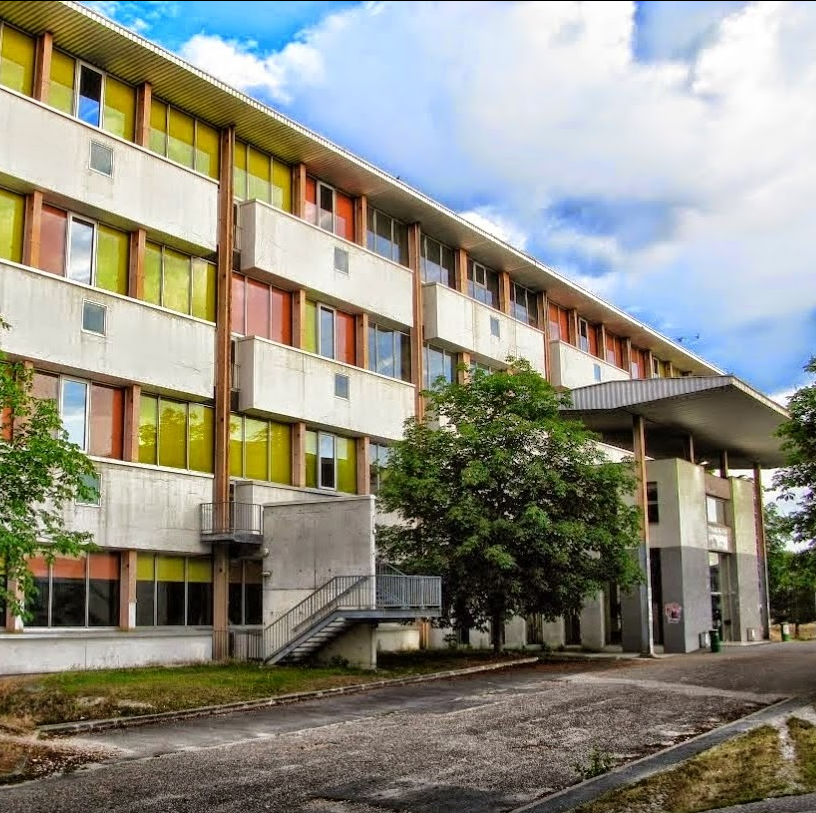
Façade de la BU Droit-Lettres de Pessac réalisée par Louis Sainsaulieu.

Il est l'architecte du premier chantier de la Cité de la Joie, premier chantier de construction du Mouvement Emmaüs en 1954, immédiatement après l'appel de l'Abbé Pierre.
Il dirige également les travaux de reconstruction du Lycée militaire de Saint-Cyr en 1963, détruit en 1944 et dont la reconstruction est décidée par le Général de Gaulle. Louis Sainsaulieu se fonde notamment sur les plans de Jules-Hardouin Mansart pour les travaux concernant la Maison royale de Saint Louis.
De 1958 à 1970, il est l'architecte en chef des 250 hectares du Campus sciences-droit-lettres de Bordeaux (Talence-Pessac-Gradignan), dont il supervise le plan masse et dont il signe certains des bâtiments, notamment la bibliothèque universitaire de Sciences à Talence, la bibliothèque universitaire de Pessac regroupant la bibliothèque de Droit et celle de Lettres.
Parmi ses autres réalisations : un amphithéâtre souterrain pour l'École nationale d'ingénieurs des arts et métiers, le lycée Bellevue d'Albi (1967) au titre des réalisations scolaires et universitaires, l'église Notre-Dame-du-Chêne de Viroflay pour les réalisations religieuses, le sanatorium des Petites-Roches.